# مؤسسه اطلاعات
مؤسسهٔ اطلاعات مؤسسه‌ای مطبوعاتی ایرانی‌ست که در زمینهٔ نشر کتاب، نشریه، روزنامه و صنعت چاپ فعالیت دارد. این مؤسسه صاحب‌امتیاز قدیمی‌ترین روزنامهٔ در حال انتشار ایران یعنی روزنامهٔ اطلاعات است. موسسهٔ اطلاعات همچنین شرکت ایرانچاپ (تأسیس ۱۳۴۵) را به عنوان یکی از بزرگ‌ترین چاپخانه‌های‌ ایران در اختیار دارد.
این مؤسسه در کنار مؤسسه کیهان، یکی از دو مؤسسه مطبوعاتی مدرن و بزرگ ایران در پیش از انقلاب به‌شمار می‌رفت که پس از وقوع انقلاب ۱۳۵۷ نیز به فعالیت خود ادامه داد.
سید محمود دعایی، از اردیبهشت ۱۳۵۹ تا پایان عمرش (۱۵ خرداد ۱۴۰۱)، نمایندهٔ ولی فقیه در مؤسسهٔ اطلاعات و سرپرست آن مؤسسه بود. از خرداد سال ۱۴۰۱ تا خرداد ۱۴۰۴ سید عباس صالحی نماینده ولی فقیه در مؤسسه اطلاعات بود.
در خرداد سال ۱۴۰۴ عبدالرضا ایزدپناه با حکم رهبر ایران جایگزین سید عباس صالحی شد.

## نشریات
تاریخ انتشار نخستین شماره در پرانتز آمده‌است.
- روزنامهٔ اطلاعات (۱۹ تير ۱۳۰۵)
- روزنامهٔ اطلاعات بین‌المللی، به زبان انگلیسی (۳۱ اردیبهشت ۱۳۳۳)
- ژورنال دو تهران، به زبان فرانسه (۲۴ اسفند ۱۳۱۳)
- الأخاء، به زبان عربی (۱۳۳۸)
- اطلاعات سیاسی–اقتصادی
- اطلاعات علمی
- اطلاعات هوایی (۲۶ فروردین ۱۳۲۷)
- اطلاعات هفتگی (۱ فروردین ۱۳۲۰)
- دنیای ورزش (۱۶ شهریور ۱۳۴۹)
- جوانان امروز (۱ مهر ۱۳۴۵)
- سهند
- اطلاعات بانوان (۱۲ فروردین ۱۳۳۵)
- اطلاعات سالیانه (۱۳۳۸)
- اطلاعات دختران و پسران (دی ۱۳۴۰)
- اطلاعات حکمت و معرفت
- روو دو تهران (آذر ۱۳۸۴)

## نشر کتاب
انتشارات مؤسسهٔ اطلاعات، بیش از ۶۵۰ عنوان کتاب منتشر کرده‌است.